# 松浦市立志佐中学校
松浦市立志佐中学校（まつうらしりつ しさちゅうがっこう、Matsuura City Shisa Junior High School）は、長崎県松浦市志佐町浦免にある公立中学校。

## 概要
歴史
1947年（昭和22年）の学制改革で新制中学校として創立。2012年（平成24年）には創立65周年を迎えた。
校訓・校章・校歌
校区
「長崎県松浦市志佐町」全域。小学校区は松浦市立志佐小学校、松浦市立上志佐小学校。

## 沿革
- 1947年（昭和22年）4月1日 - 学制改革（六・三制の実施）が行われる。
  - 国民学校の初等科が改組され、「志佐町立志佐小学校」に改称。
  - 国民学校の高等科と青年学校の普通科が改組され、「志佐町立志佐中学校」（新制中学校）が発足。小学校に併設される。初代校長は森登。
- 1948年（昭和23年）- 馬立場に移転。
- 1949年（昭和24年）- 長崎県立平戸高等学校[1]（現長崎県立猶興館高等学校）志佐分校（定時制夜間部）が併設される。
- 1950年（昭和25年）- 図書館が完成。
- 1952年（昭和27年）- 志佐川の氾濫により床上浸水となる。
- 1955年（昭和30年）1月1日 - 松浦市の発足により、「松浦市立志佐中学校」（現校名）に改称。
- 1956年（昭和31年）- 辻尾に新校舎一部が完成。
- 1957年（昭和32年）- 松浦市立上志佐中学校を統合。
- 1960年（昭和35年）- 辻尾の新校舎がすべて完成し、移転を完了。
- 1968年（昭和43年）- 体育館が完成。
- 1969年（昭和44年）- 志佐分校が長崎県立猶興館高等学校から長崎県立松浦高等学校に移管[2]。

## アクセス
最寄りの鉄道駅
- 松浦鉄道 西九州線 「松浦駅」

最寄りのバス停
- （～2025/03/31）西肥自動車（西肥バス）「松浦里」バス停
- （2025/04/01～現在）西肥自動車（西肥バス）「松浦市役所前」バス停

最寄りの国道・県道
- 国道204号
- 長崎県道11号佐世保日野松浦線

## 周辺
- 松浦市役所
- 松浦市図書館
- 松浦市児童館
- 松浦市立志佐小学校
- 長崎県立松浦高等学校
- 松浦スポーツセンター
- 松浦警察署
- 松浦郵便局
- 松浦幼稚園

## 関連事項
- 長崎県中学校一覧